# 24 Heures de Daytona 2017
Navigation
Édition précédente Édition suivante
Les 24 Heures de Daytona 2017 (Rolex 24 At Daytona 2017), disputées les 28 janvier 2017 et 29 janvier 2017 sur le Daytona International Speedway, sont la cinquante-cinquième édition de cette épreuve, la cinquante-et-unième sur un format de vingt-quatre heures, et la première manche du WeatherTech SportsCar Championship 2017.

## Qualifications
Résultats des qualifications :
| Pos. | Classe | N°  | Équipe                                   | Pilote                | Temps             | Grille |
| ---- | ------ | --- | ---------------------------------------- | --------------------- | ----------------- | ------ |
| 1    | P      | 5   | Mustang Sampling Racing                  | João Barbosa          | 1 min 36 s 903    | 1      |
| 2    | P      | 31  | Whelen Engineering Racing                | Dane Cameron          | 1 min 36 s 973    | 2      |
| 3    | P      | 13  | Rebellion Racing                         | Neel Jani             | 1 min 37 s 123    | 3      |
| 4    | P      | 10  | Wayne Taylor Racing                      | Ricky Taylor          | 1 min 37 s 169    | 4      |
| 5    | P      | 22  | Tequila Patrón ESM                       | Brendon Hartley       | 1 min 37 s 609    | 5      |
| 6    | P      | 2   | Tequila Patrón ESM                       | Ryan Dalziel          | 1 min 38 s 251    | 6      |
| 7    | P      | 85  | JDC Miller Motorsports                   | Stephen Simpson       | 1 min 38 s 915    | 7      |
| 8    | P      | 52  | PR1/Mathiasen Motorsports                | Tom Kimber-Smith      | 1 min 39 s 149    | 8      |
| 9    | P      | 55  | Mazda Motorsports                        | Jonathan Bomarito     | 1 min 39 s 940    | 9      |
| 10   | P      | 70  | Mazda Motorsports                        | Joel Miller           | 1 min 39 s 973    | 10     |
| 11   | P      | 90  | VisitFlorida Racing                      | Marc Goossens         | 1 min 40 s 532    | 11     |
| 12   | PC     | 38  | Performance Tech Motorsports             | James French          | 1 min 42 s 559    | 12     |
| 13   | PC     | 26  | BAR1 Motorsports                         | Johnny Mowlem         | 1 min 43 s 396    | 13     |
| 14   | GTLM   | 66  | Ford Chip Ganassi Racing                 | Joey Hand             | 1 min 43 s 473    | 18     |
| 15   | PC     | 20  | BAR1 Motorsports                         | Buddy Rice            | 1 min 43 s 515    | 14     |
| 16   | GTLM   | 67  | Ford Chip Ganassi Racing                 | Richard Westbrook     | 1 min 43 s 704    | 19     |
| 17   | GTLM   | 68  | Ford Chip Ganassi Team UK                | Olivier Pla           | 1 min 43 s 987    | 20     |
| 18   | GTLM   | 62  | Risi Competizione                        | Toni Vilander         | 1 min 44 s 121    | 21     |
| 19   | GTLM   | 911 | Porsche GT Team                          | Patrick Pilet         | 1 min 44 s 251    | 22     |
| 20   | GTLM   | 69  | Ford Chip Ganassi Team UK                | Andy Priaulx          | 1 min 44 s 256    | 23     |
| 21   | GTLM   | 3   | Corvette Racing                          | Jan Magnussen         | 1 min 44 s 359    | 24     |
| 22   | GTLM   | 912 | Porsche GT Team                          | Kévin Estre           | 1 min 44 s 591    | 25     |
| 23   | GTLM   | 4   | Corvette Racing                          | Oliver Gavin          | 1 min 44 s 685    | 26     |
| 24   | GTLM   | 19  | BMW Team RLL                             | Bill Auberlen         | 1 min 44 s 759    | 27     |
| 25   | GTLM   | 24  | BMW Team RLL                             | John Edwards          | 1 min 44 s 974    | 28     |
| 26   | PC     | 8   | Starworks Motorsport                     | Chris Cumming         | 1 min 46 s 628    | 15     |
| 27   | GTD    | 51  | Spirit of Race                           | Alessandro Pier Guidi | 1 min 47 s 099    | 29     |
| 28   | GTD    | 63  | Scuderia Corsa                           | Alessandro Balzan     | 1 min 47 s 117    | 30     |
| 29   | PC     | 88  | Starworks Motorsport                     | Alex Popow            | 1 min 47 s 682    | 16     |
| 30   | GTD    | 98  | Aston Martin Racing                      | Marco Sørensen        | 1 min 47 s 734    | 31     |
| 31   | GTD    | 59  | Manthey Racing                           | Matteo Cairoli        | 1 min 47 s 736    | 32     |
| 32   | GTD    | 11  | GRT Grasser Racing Team                  | Mirko Bortolotti      | 1 min 47 s 785    | 33     |
| 33   | GTD    | 29  | Montaplast by Land-Motorsport            | Connor De Phillippi   | 1 min 48 s 213    | 34     |
| 34   | GTD    | 93  | Michael Shank Racing with Curb-Agajanian | Andy Lally            | 1 min 48 s 268    | 35     |
| 35   | GTD    | 28  | Alegra Motorsports                       | Daniel Morad          | 1 min 48 s 341    | 36     |
| 36   | GTD    | 86  | Michael Shank Racing with Curb-Agajanian | Jeff Segal            | 1 min 48 s 350    | 37     |
| 37   | GTD    | 73  | Park Place Motorsports                   | Patrick Lindsey       | 1 min 48 s 424    | 38     |
| 38   | GTD    | 61  | GRT Grasser Racing Team                  | Christian Engelhart   | 1 min 48 s 483    | 39     |
| 39   | GTD    | 48  | Paul Miller Racing                       | Bryan Sellers         | 1 min 48 s 496    | 40     |
| 40   | GTD    | 14  | 3GT Racing                               | Scott Pruett          | 1 min 48 s 541    | 41     |
| 41   | GTD    | 16  | Change Racing                            | Jeroen Mul            | 1 min 48 s 590    | 42     |
| 42   | GTD    | 57  | Stevenson Motorsports                    | Andrew Davis          | 1 min 48 s 683    | 43     |
| 43   | GTD    | 23  | Alex Job Racing                          | Pierre Kaffer         | 1 min 48 s 798    | 44     |
| 44   | GTD    | 96  | Turner Motorsport                        | Justin Marks          | 1 min 48 s 810    | 45     |
| 45   | GTD    | 75  | SunEnergy1 Racing                        | Boris Said            | 1 min 48 s 969    | 46     |
| 46   | GTD    | 33  | Riley Motorports - Team AMG              | Ben Keating           | 1 min 49 s 056    | 47     |
| 47   | GTD    | 15  | 3GT Racing                               | Austin Cindric        | 1 min 49 s 130    | 48     |
| 48   | GTD    | 21  | Konrad Motorsport                        | Marco Mapelli         | 1 min 49 s 322    | 49     |
| 49   | GTD    | 991 | TRG                                      | Mike Hedlund          | 1 min 49 s 446    | 50     |
| 50   | GTD    | 46  | Ebimotors                                | Emanuele Busnelli     | 1 min 49 s 781    | 51     |
| 51   | GTD    | 50  | Riley Motorsports - WeatherTech Racing   | Cooper MacNeil        | 1 min 49 s 809    | 52     |
| 52   | GTD    | 54  | CORE Autosport                           | Jon Bennett           | 1 min 50 s 809    | 53     |
| 53   | GTD    | 18  | DAC Motorsports                          | Emmanuel Anassis      | 1 min 51 s 517    | 54     |
| 54   | GTD    | 27  | Dream Racing Motorsport                  | Lawrence DeGeorge     | 1 min 55 s 835    | 55     |
| –    | P      | 81  | DragonSpeed                              | N'a pas participé     | N'a pas participé | 17     |

## Classement de la course
Classement à l'issue de la course (vainqueurs de catégorie en gras),, :
| Pos. | Catégorie | N°  | Écurie                                   | Pilotes                                                                              | Châssis/Moteur                | Pneus | Tours | Temps                |
| ---- | --------- | --- | ---------------------------------------- | ------------------------------------------------------------------------------------ | ----------------------------- | ----- | ----- | -------------------- |
| 1    | P         | 10  | Wayne Taylor Racing                      | Ricky Taylor Jordan Taylor Max Angelelli Jeff Gordon                                 | Cadillac DPi-V.R              | C     | 659   | 24 h 00 min 57 s 343 |
| 1    | P         | 10  | Wayne Taylor Racing                      | Ricky Taylor Jordan Taylor Max Angelelli Jeff Gordon                                 | Cadillac 6,2 L V8             | C     | 659   | 24 h 00 min 57 s 343 |
| 2    | P         | 5   | Mustang Sampling Racing                  | João Barbosa Christian Fittipaldi Filipe Albuquerque                                 | Cadillac DPi-V.R              | C     | 659   | +0 s 671             |
| 2    | P         | 5   | Mustang Sampling Racing                  | João Barbosa Christian Fittipaldi Filipe Albuquerque                                 | Cadillac 6,2 L V8             | C     | 659   | +0 s 671             |
| 3    | P         | 90  | VisitFlorida Racing                      | Marc Goossens Renger van der Zande René Rast                                         | Riley Mk. 30                  | C     | 658   | +1 tour              |
| 3    | P         | 90  | VisitFlorida Racing                      | Marc Goossens Renger van der Zande René Rast                                         | Gibson GK428 4,2 L V8         | C     | 658   | +1 tour              |
| 4    | P         | 2   | Tequila Patrón ESM                       | Scott Sharp Ryan Dalziel Pipo Derani Brendon Hartley                                 | Nissan Onroak DPi             | C     | 656   | +3 tours             |
| 4    | P         | 2   | Tequila Patrón ESM                       | Scott Sharp Ryan Dalziel Pipo Derani Brendon Hartley                                 | Nissan 3,8 L Turbo V6         | C     | 656   | +3 tours             |
| 5    | GTLM      | 66  | Ford Chip Ganassi Racing                 | Dirk Müller Joey Hand Sébastien Bourdais                                             | Ford GT                       | M     | 652   | +7 tours             |
| 5    | GTLM      | 66  | Ford Chip Ganassi Racing                 | Dirk Müller Joey Hand Sébastien Bourdais                                             | Ford EcoBoost 3,5 L Turbo V6  | M     | 652   | +7 tours             |
| 6    | GTLM      | 911 | Porsche GT Team                          | Patrick Pilet Dirk Werner Frédéric Makowiecki                                        | Porsche 911 RSR               | M     | 652   | +7 tours             |
| 6    | GTLM      | 911 | Porsche GT Team                          | Patrick Pilet Dirk Werner Frédéric Makowiecki                                        | Porsche 4,0 L Flat-6          | M     | 652   | +7 tours             |
| 7    | GTLM      | 62  | Risi Competizione                        | Giancarlo Fisichella James Calado Toni Vilander                                      | Ferrari 488 GTE               | M     | 652   | +7 tours             |
| 7    | GTLM      | 62  | Risi Competizione                        | Giancarlo Fisichella James Calado Toni Vilander                                      | Ferrari F154CB 3,9 L Turbo V8 | M     | 652   | +7 tours             |
| 8    | GTLM      | 3   | Corvette Racing                          | Antonio García Jan Magnussen Mike Rockenfeller                                       | Chevrolet Corvette C7.R       | M     | 652   | +7 tours             |
| 8    | GTLM      | 3   | Corvette Racing                          | Antonio García Jan Magnussen Mike Rockenfeller                                       | Chevrolet LT5.5 5,5 L V8      | M     | 652   | +7 tours             |
| 9    | GTLM      | 69  | Ford Chip Ganassi Team UK                | Harry Tincknell Andy Priaulx Tony Kanaan                                             | Ford GT                       | M     | 652   | +7 tours             |
| 9    | GTLM      | 69  | Ford Chip Ganassi Team UK                | Harry Tincknell Andy Priaulx Tony Kanaan                                             | Ford EcoBoost 3,5 L Turbo V6  | M     | 652   | +7 tours             |
| 10   | GTLM      | 912 | Porsche GT Team                          | Kévin Estre Laurens Vanthoor Richard Lietz                                           | Porsche 911 RSR               | M     | 652   | +7 tours             |
| 10   | GTLM      | 912 | Porsche GT Team                          | Kévin Estre Laurens Vanthoor Richard Lietz                                           | Porsche 4,0 L Flat-6          | M     | 652   | +7 tours             |
| 11   | GTLM      | 68  | Ford Chip Ganassi Team UK                | Stefan Mücke Olivier Pla Billy Johnson (en)                                          | Ford GT                       | M     | 652   | +7 tours             |
| 11   | GTLM      | 68  | Ford Chip Ganassi Team UK                | Stefan Mücke Olivier Pla Billy Johnson (en)                                          | Ford EcoBoost 3,5 L Turbo V6  | M     | 652   | +7 tours             |
| 12   | GTLM      | 19  | BMW Team RLL                             | Bill Auberlen Alexander Sims Augusto Farfus Bruno Spengler                           | BMW M6 GTLM                   | M     | 651   | +8 tours             |
| 12   | GTLM      | 19  | BMW Team RLL                             | Bill Auberlen Alexander Sims Augusto Farfus Bruno Spengler                           | BMW 4,4 L Turbo V8            | M     | 651   | +8 tours             |
| 13   | P         | 85  | JDC Miller Motorsports                   | Chris Miller Stephen Simpson Mikhail Goikhberg Mathias Beche                         | Oreca 07                      | C     | 646   | +13 tours            |
| 13   | P         | 85  | JDC Miller Motorsports                   | Chris Miller Stephen Simpson Mikhail Goikhberg Mathias Beche                         | Gibson GK428 4,2 L V8         | C     | 646   | +13 tours            |
| 14   | P         | 31  | Whelen Engineering Racing                | Dane Cameron Eric Curran Mike Conway Seb Morris                                      | Cadillac DPi-V.R              | C     | 639   | +20 tours            |
| 14   | P         | 31  | Whelen Engineering Racing                | Dane Cameron Eric Curran Mike Conway Seb Morris                                      | Cadillac 6,2 L V8             | C     | 639   | +20 tours            |
| 15   | PC        | 38  | Performance Tech Motorsports             | James French Patricio O'Ward Kyle Masson Nicholas Boulle                             | Oreca FLM09                   | C     | 638   | +21 tours            |
| 15   | PC        | 38  | Performance Tech Motorsports             | James French Patricio O'Ward Kyle Masson Nicholas Boulle                             | Chevrolet 6,2 L V8            | C     | 638   | +21 tours            |
| 16   | GTLM      | 4   | Corvette Racing                          | Oliver Gavin Tommy Milner Marcel Fässler                                             | Chevrolet Corvette C7.R       | M     | 636   | +23 tours            |
| 16   | GTLM      | 4   | Corvette Racing                          | Oliver Gavin Tommy Milner Marcel Fässler                                             | Chevrolet LT5.5 5,5 L V8      | M     | 636   | +23 tours            |
| 17   | P         | 22  | Tequila Patrón ESM                       | Ed Brown Johannes van Overbeek Bruno Senna Brendon Hartley                           | Nissan Onroak DPi             | C     | 636   | +23 tours            |
| 17   | P         | 22  | Tequila Patrón ESM                       | Ed Brown Johannes van Overbeek Bruno Senna Brendon Hartley                           | Nissan 3,8 L Turbo V6         | C     | 636   | +23 tours            |
| 18   | GTD       | 28  | Alegra Motorsports                       | Carlos de Quesada Michael de Quesada Daniel Morad Jesse Lazare Michael Christensen   | Porsche 911 GT3 R             | C     | 634   | +25 tours            |
| 18   | GTD       | 28  | Alegra Motorsports                       | Carlos de Quesada Michael de Quesada Daniel Morad Jesse Lazare Michael Christensen   | Porsche 4,0 L Flat-6          | C     | 634   | +25 tours            |
| 19   | GTD       | 29  | Montaplast by Land-Motorsport            | Connor De Phillippi Christopher Mies Jules Gounon Jeffery Schmidt                    | Audi R8 LMS GT3               | C     | 634   | +25 tours            |
| 19   | GTD       | 29  | Montaplast by Land-Motorsport            | Connor De Phillippi Christopher Mies Jules Gounon Jeffery Schmidt                    | Audi 5,2 L V10                | C     | 634   | +25 tours            |
| 20   | GTD       | 33  | Riley Motorsports - Team AMG             | Ben Keating Jeroen Bleekemolen Mario Farnbacher Adam Christodoulou                   | Mercedes-AMG GT3              | C     | 634   | +25 tours            |
| 20   | GTD       | 33  | Riley Motorsports - Team AMG             | Ben Keating Jeroen Bleekemolen Mario Farnbacher Adam Christodoulou                   | Mercedes AMG M159 6,2 L V8    | C     | 634   | +25 tours            |
| 21   | GTD       | 57  | Stevenson Motorsports                    | Lawson Aschenbach Andrew Davis Matt Bell Robin Liddell                               | Audi R8 LMS GT3               | C     | 634   | +25 tours            |
| 21   | GTD       | 57  | Stevenson Motorsports                    | Lawson Aschenbach Andrew Davis Matt Bell Robin Liddell                               | Audi 5,2 L V10                | C     | 634   | +25 tours            |
| 22   | GTD       | 86  | Michael Shank Racing with Curb-Agajanian | Jeff Segal Oswaldo Negri Jr. Tom Dyer Ryan Hunter-Reay                               | Acura NSX GT3                 | C     | 634   | +25 tours            |
| 22   | GTD       | 86  | Michael Shank Racing with Curb-Agajanian | Jeff Segal Oswaldo Negri Jr. Tom Dyer Ryan Hunter-Reay                               | Acura 3,5 L Turbo V6          | C     | 634   | +25 tours            |
| 23   | GTD       | 23  | Alex Job Racing                          | Bill Sweedler Townsend Bell Frank Montecalvo Pierre Kaffer                           | Audi R8 LMS GT3               | C     | 633   | +26 tours            |
| 23   | GTD       | 23  | Alex Job Racing                          | Bill Sweedler Townsend Bell Frank Montecalvo Pierre Kaffer                           | Audi 5,2 L V10                | C     | 633   | +26 tours            |
| 24   | GTD       | 48  | Paul Miller Racing                       | Bryan Sellers Madison Snow Bryce Miller Andrea Caldarelli Dion von Moltke            | Lamborghini Huracán GT3       | C     | 629   | +30 tours            |
| 24   | GTD       | 48  | Paul Miller Racing                       | Bryan Sellers Madison Snow Bryce Miller Andrea Caldarelli Dion von Moltke            | Lamborghini 5,2 L V10         | C     | 629   | +30 tours            |
| 25   | GTD       | 96  | Turner Motorsport                        | Justin Marks Jens Klingmann Maxime Martin Jesse Krohn                                | BMW M6 GT3                    | C     | 628   | +31 tours            |
| 25   | GTD       | 96  | Turner Motorsport                        | Justin Marks Jens Klingmann Maxime Martin Jesse Krohn                                | BMW 4,4 L Turbo V8            | C     | 628   | +31 tours            |
| 26   | GTD       | 46  | Ebimotors                                | Emanuele Busnelli Fabio Babini Emmanuel Collard François Perrodo                     | Lamborghini Huracán GT3       | C     | 626   | +33 tours            |
| 26   | GTD       | 46  | Ebimotors                                | Emanuele Busnelli Fabio Babini Emmanuel Collard François Perrodo                     | Lamborghini 5,2 L V10         | C     | 626   | +33 tours            |
| 27   | GTLM      | 67  | Ford Chip Ganassi Racing                 | Ryan Briscoe Richard Westbrook Scott Dixon                                           | Ford GT                       | M     | 624   | +35 tours            |
| 27   | GTLM      | 67  | Ford Chip Ganassi Racing                 | Ryan Briscoe Richard Westbrook Scott Dixon                                           | Ford EcoBoost 3,5 L Turbo V6  | M     | 624   | +35 tours            |
| 28   | GTD       | 991 | TRG                                      | Santiago Creel Mike Hedlund Wolf Henzler Jan Heylen Tim Pappas                       | Porsche 911 GT3 R             | C     | 621   | +38 tours            |
| 28   | GTD       | 991 | TRG                                      | Santiago Creel Mike Hedlund Wolf Henzler Jan Heylen Tim Pappas                       | Porsche 4,0 L Flat-6          | C     | 621   | +38 tours            |
| 29   | GTD       | 93  | Michael Shank Racing with Curb-Agajanian | Andy Lally Katherine Legge Mark Wilkins Graham Rahal                                 | Acura NSX GT3                 | C     | 617   | +42 tours            |
| 29   | GTD       | 93  | Michael Shank Racing with Curb-Agajanian | Andy Lally Katherine Legge Mark Wilkins Graham Rahal                                 | Acura 3,5 L Turbo V6          | C     | 617   | +42 tours            |
| 30   | PC        | 26  | BAR1 Motorsports                         | Tom Papadopoulos Johnny Mowlem Adam Merzon Trent Hindman David Cheng                 | Oreca FLM09                   | C     | 616   | +43 tours            |
| 30   | PC        | 26  | BAR1 Motorsports                         | Tom Papadopoulos Johnny Mowlem Adam Merzon Trent Hindman David Cheng                 | Chevrolet 6,2 L V8            | C     | 616   | +43 tours            |
| 31   | P         | 13  | Rebellion Racing                         | Sébastien Buemi Nick Heidfeld Neel Jani Stéphane Sarrazin                            | Oreca 07                      | C     | 609   | +50 tours            |
| 31   | P         | 13  | Rebellion Racing                         | Sébastien Buemi Nick Heidfeld Neel Jani Stéphane Sarrazin                            | Gibson GK428 4,2 L V8         | C     | 609   | +50 tours            |
| 32   | PC        | 20  | BAR1 Motorsports                         | Don Yount Buddy Rice Mark Kvamme Chapman Ducote Gustavo Yacamán                      | Oreca FLM09                   | C     | 599   | +60 tours            |
| 32   | PC        | 20  | BAR1 Motorsports                         | Don Yount Buddy Rice Mark Kvamme Chapman Ducote Gustavo Yacamán                      | Chevrolet 6,2 L V8            | C     | 599   | +60 tours            |
| 33   | GTD       | 98  | Aston Martin Racing                      | Paul Dalla Lana Pedro Lamy Mathias Lauda Marco Sørensen                              | Aston Martin Vantage GT3      | C     | 593   | +66 tours            |
| 33   | GTD       | 98  | Aston Martin Racing                      | Paul Dalla Lana Pedro Lamy Mathias Lauda Marco Sørensen                              | Aston Martin 6,0 L V12        | C     | 593   | +66 tours            |
| 34   | GTD       | 18  | DAC Motorsports                          | Emmanuel Anassis Brandon Gdovic Zachary Claman DeMelo Anthony Massari                | Lamborghini Huracán GT3       | C     | 590   | +69 tours            |
| 34   | GTD       | 18  | DAC Motorsports                          | Emmanuel Anassis Brandon Gdovic Zachary Claman DeMelo Anthony Massari                | Lamborghini 5,2 L V10         | C     | 590   | +69 tours            |
| 35   | P         | 52  | PR1/Mathiasen Motorsports                | Mike Guasch José Gutiérrez RC Enerson Tom Kimber-Smith                               | Ligier JS P217                | C     | 584   | +75 tours            |
| 35   | P         | 52  | PR1/Mathiasen Motorsports                | Mike Guasch José Gutiérrez RC Enerson Tom Kimber-Smith                               | Gibson GK428 4,2 L V8         | C     | 584   | +75 tours            |
| 36   | GTD       | 15  | 3GT Racing                               | Jack Hawksworth Robert Alon Austin Cindric Dominik Farnbacher                        | Lexus RC F GT3                | C     | 581   | +78 tours            |
| 36   | GTD       | 15  | 3GT Racing                               | Jack Hawksworth Robert Alon Austin Cindric Dominik Farnbacher                        | Lexus 5,0 L V8                | C     | 581   | +78 tours            |
| 37   | GTD       | 11  | GRT Grasser Racing Team                  | Christian Engelhart Rolf Ineichen Ezequiel Pérez Companc Mirko Bortolotti            | Lamborghini Huracán GT3       | C     | 580   | +79 tours            |
| 37   | GTD       | 11  | GRT Grasser Racing Team                  | Christian Engelhart Rolf Ineichen Ezequiel Pérez Companc Mirko Bortolotti            | Lamborghini 5,2 L V10         | C     | 580   | +79 tours            |
| 38   | GTD       | 63  | Scuderia Corsa                           | Christina Nielsen Alessandro Balzan Matteo Cressoni Sam Bird                         | Ferrari 488 GT3               | C     | 575   | Abandon              |
| 38   | GTD       | 63  | Scuderia Corsa                           | Christina Nielsen Alessandro Balzan Matteo Cressoni Sam Bird                         | Ferrari F154CB 3,9 L Turbo V8 | C     | 575   | Abandon              |
| 39   | P         | 81  | DragonSpeed                              | Henrik Hedman Nicolas Lapierre Ben Hanley Loïc Duval                                 | Oreca 07                      | C     | 562   | Abandon              |
| 39   | P         | 81  | DragonSpeed                              | Henrik Hedman Nicolas Lapierre Ben Hanley Loïc Duval                                 | Gibson GK428 4,2 L V8         | C     | 562   | Abandon              |
| 40   | P         | 55  | Mazda Motorsports                        | Tristan Nunez Jonathan Bomarito Spencer Pigot                                        | Mazda RT24-P                  | C     | 538   | Abandon              |
| 40   | P         | 55  | Mazda Motorsports                        | Tristan Nunez Jonathan Bomarito Spencer Pigot                                        | Mazda MZ-2.0T 2,0 L Turbo I4  | C     | 538   | Abandon              |
| 41   | GTD       | 61  | GRT Grasser Racing Team                  | Christian Engelhart Rolf Ineichen Roberto Pampanini Michele Beretta Miloš Pavlović   | Lamborghini Huracán GT3       | C     | 526   | +133 tours           |
| 41   | GTD       | 61  | GRT Grasser Racing Team                  | Christian Engelhart Rolf Ineichen Roberto Pampanini Michele Beretta Miloš Pavlović   | Lamborghini 5,2 L V10         | C     | 526   | +133 tours           |
| 42   | GTD       | 75  | SunEnergy1 Racing                        | Kenny Habul Boris Said Tristan Vautier Maro Engel Paul Morris (en)                   | Mercedes-AMG GT3              | C     | 524   | Abandon              |
| 42   | GTD       | 75  | SunEnergy1 Racing                        | Kenny Habul Boris Said Tristan Vautier Maro Engel Paul Morris (en)                   | Mercedes AMG M159 6,2 L V8    | C     | 524   | Abandon              |
| 43   | GTD       | 27  | Dream Racing Motorsport                  | Lawrence DeGeorge Cédric Sbirrazzuoli Paolo Ruberti Luca Persiani Raffaele Giammaria | Lamborghini Huracán GT3       | C     | 488   | Abandon              |
| 43   | GTD       | 27  | Dream Racing Motorsport                  | Lawrence DeGeorge Cédric Sbirrazzuoli Paolo Ruberti Luca Persiani Raffaele Giammaria | Lamborghini 5,2 L V10         | C     | 488   | Abandon              |
| 44   | PC        | 88  | Starworks Motorsport                     | Scott Mayer James Dayson Alex Popow Sean Rayhall Conor Daly                          | Oreca FLM09                   | C     | 487   | Abandon              |
| 44   | PC        | 88  | Starworks Motorsport                     | Scott Mayer James Dayson Alex Popow Sean Rayhall Conor Daly                          | Chevrolet 6,2 L V8            | C     | 487   | Abandon              |
| 45   | PC        | 8   | Starworks Motorsport                     | Ben Keating Robert Wickens Chris Cumming John Falb Remo Ruscitti                     | Oreca FLM09                   | C     | 464   | Abandon              |
| 45   | PC        | 8   | Starworks Motorsport                     | Ben Keating Robert Wickens Chris Cumming John Falb Remo Ruscitti                     | Chevrolet 6,2 L V8            | C     | 464   | Abandon              |
| 46   | P         | 70  | Mazda Motorsports                        | Tom Long Joel Miller James Hinchcliffe                                               | Mazda RT24-P                  | C     | 462   | Abandon              |
| 46   | P         | 70  | Mazda Motorsports                        | Tom Long Joel Miller James Hinchcliffe                                               | Mazda MZ-2.0T 2,0 L Turbo I4  | C     | 462   | Abandon              |
| 47   | GTD       | 21  | Konrad Motorsport                        | Marco Mapelli Marc Basseng Luca Stolz Lance Willsey Franz Konrad                     | Lamborghini Huracán GT3       | C     | 399   | +260 tours           |
| 47   | GTD       | 21  | Konrad Motorsport                        | Marco Mapelli Marc Basseng Luca Stolz Lance Willsey Franz Konrad                     | Lamborghini 5,2 L V10         | C     | 399   | +260 tours           |
| 48   | GTD       | 50  | Riley Motorsports - WeatherTech Racing   | Cooper MacNeil Gunnar Jeannette Shane van Gisbergen Thomas Jäger                     | Mercedes-AMG GT3              | C     | 373   | +286 tours           |
| 48   | GTD       | 50  | Riley Motorsports - WeatherTech Racing   | Cooper MacNeil Gunnar Jeannette Shane van Gisbergen Thomas Jäger                     | Mercedes AMG M159 6,2 L V8    | C     | 373   | +286 tours           |
| 49   | GTD       | 54  | CORE Autosport                           | Jon Bennett Colin Braun Patrick Long Niclas Jönsson                                  | Porsche 911 GT3 R             | C     | 340   | +319 tours           |
| 49   | GTD       | 54  | CORE Autosport                           | Jon Bennett Colin Braun Patrick Long Niclas Jönsson                                  | Porsche 4,0 L Flat-6          | C     | 340   | +319 tours           |
| 50   | GTD       | 51  | Spirit of Race                           | Peter Mann Maurizio Mediani Alessandro Pier Guidi Davide Rigon Rino Mastronardi      | Ferrari 488 GT3               | C     | 105   | Abandon              |
| 50   | GTD       | 51  | Spirit of Race                           | Peter Mann Maurizio Mediani Alessandro Pier Guidi Davide Rigon Rino Mastronardi      | Ferrari F154CB 3,9 L Turbo V8 | C     | 105   | Abandon              |
| 51   | GTD       | 73  | Park Place Motorsports                   | Patrick Lindsey Jörg Bergmeister Matthew McMurry Norbert Siedler                     | Porsche 911 GT3 R             | C     | 102   | Abandon              |
| 51   | GTD       | 73  | Park Place Motorsports                   | Patrick Lindsey Jörg Bergmeister Matthew McMurry Norbert Siedler                     | Porsche 4,0 L Flat-6          | C     | 102   | Abandon              |
| 52   | GTD       | 16  | Change Racing                            | Corey Lewis Jeroen Mul Kaz Grala Brett Sandberg                                      | Lamborghini Huracán GT3       | C     | 79    | Abandon              |
| 52   | GTD       | 16  | Change Racing                            | Corey Lewis Jeroen Mul Kaz Grala Brett Sandberg                                      | Lamborghini 5,2 L V10         | C     | 79    | Abandon              |
| 53   | GTD       | 59  | Manthey Racing                           | Steve Smith Matteo Cairoli Reinhold Renger Harald Proczyk Sven Müller                | Porsche 911 GT3 R             | C     | 61    | Abandon              |
| 53   | GTD       | 59  | Manthey Racing                           | Steve Smith Matteo Cairoli Reinhold Renger Harald Proczyk Sven Müller                | Porsche 4,0 L Flat-6          | C     | 61    | Abandon              |
| 54   | GTD       | 14  | 3GT Racing                               | Scott Pruett Sage Karam Ian James Gustavo Menezes                                    | Lexus RC F GT3                | C     | 52    | Abandon              |
| 54   | GTD       | 14  | 3GT Racing                               | Scott Pruett Sage Karam Ian James Gustavo Menezes                                    | Lexus 5,0 L V8                | C     | 52    | Abandon              |
| 55   | GTLM      | 24  | BMW Team RLL                             | John Edwards Martin Tomczyk Nick Catsburg Kuno Wittmer                               | BMW M6 GTLM                   | M     | 15    | Abandon              |
| 55   | GTLM      | 24  | BMW Team RLL                             | John Edwards Martin Tomczyk Nick Catsburg Kuno Wittmer                               | BMW 4,4 L Turbo V8            | M     | 15    | Abandon              |